# (2794) Kulik
(2794) Kulik – planetoida z pasa głównego asteroid okrążająca Słońce w ciągu 3 lat i 301 dni w średniej odległości 2,44 j.a. Została odkryta 8 sierpnia 1978 roku w Krymskim Obserwatorium Astrofizycznym w Naucznyj na Półwyspie Krymskim przez Nikołaja Czernycha. Nazwa planetoidy pochodzi od Leonida Kulika (1883-1942), rosyjskiego mineraloga. Przed jej nadaniem planetoida nosiła oznaczenie tymczasowe (2794) 1978 PS3.